# Heinrich Radbrock
Heinrich Radbrock († 1536) war ein zunächst katholischer, dann evangelischer Geistlicher und von 1521 bis 1529 letzter Abt des Klosters Scharnebeck.

## Leben
Radbrock, der einem seit dem 13. Jahrhundert nachweisbaren Lüneburger Patriziergeschlecht entstammte, übergab das Kloster 1529 an Herzog Ernst den Bekenner, der ihm im Gegenzug eine jährliche Rente bewilligte. Noch vor der Aufhebung des Klosters zog Radbruch nach Lüneburg und heiratete im Juni 1531 die Tochter des verstorbenen Lüneburger Bürgers Hermann Pralle. Als Nachfolger von Urbanus Rhegius wurde er schließlich zum Hauptpastor an der St.-Johannis-Kirche und Stadtsuperintendenten ernannt. 1535 vertrat er die Lüneburger Geistlichkeit auf dem Hamburger Konvent. Er starb 1536 und wurde in der Johanniskirche beigesetzt. Sein Nachfolger in Lüneburg wurde 1537 Paul vom Rode.

## Porträt
Porträt im Fensterwerk in der Elisabethkapelle von St. Johannis in Lüneburg, Glasmalerei von Charles Crodel.